# Lobactis
Lobactis is een geslacht van neteldieren uit de klasse van de Anthozoa (bloemdieren).

## Soort
- Lobactis scutaria (Lamarck, 1801)